# Lab Rats
Lab Rats, chiamato anche Lab Rats: Isola bionica dalla quarta stagione, è una serie televisiva statunitense, creata da Chris Peterson e Bryan Moore, andata in onda su Disney XD dal 27 febbraio 2012 al 3 febbraio 2016. In Italia un'anteprima della serie è stata trasmessa il 6 maggio 2012 sul canale Disney Channel (Italia) e il giorno successivo su Disney XD. La serie è stata trasmessa regolarmente dal 28 maggio 2012 su Disney XD (Italia).
Il 17 maggio 2012 è stata rinnovata per una seconda stagione. Il 26 luglio 2013 per una terza stagione e il 9 maggio 2014 per una quarta stagione, che ha cambiato il nome della serie in quello attuale.
Il 3 settembre 2015 è stata annunciata una serie spin-off con la serie Mighty Med - Pronto soccorso eroi, la cui produzione è iniziata a ottobre 2015. La serie, dal titolo Lab Rats: Elite Force, è stata trasmessa negli Stati Uniti dal 2 marzo 2016, mentre in Italia è andata in onda a partire dal 3 dicembre 2016.
Tutte le stagioni sono disponibili per la visione in streaming sulla piattaforma Disney+.

## Trama
Leo si trasferisce con sua mamma nella villa del suo nuovo patrigno miliardario, Donald Davenport. Qui scopre una porta che lo conduce fin sotto casa sua dove si trovano Adam, Bree e Chase, tre fratelli bionici dotati di poteri hi-tech. Leo e i suoi nuovi fratelli legano in fretta, dovendo mantenere il segreto e affrontando la più dura delle missioni: il liceo. Ma quando i loro difetti bionici si attivano, le cose non vanno mai per il verso giusto.

## Episodi
| Stagione         | Episodi | Prima TV USA | Prima TV Italia |
| ---------------- | ------- | ------------ | --------------- |
| Prima stagione   | 20      | 2012         | 2012-2013       |
| Seconda stagione | 25      | 2013-2014    | 2013-2014       |
| Terza stagione   | 23      | 2014-2015    | 2014-2015       |
| Quarta stagione  | 22      | 2015-2016    | 2016            |

## Personaggi e interpreti

### Principali
- Leo Francis "Danger" Dooley, interpretato da Tyrel Jackson Williams, doppiato in italiano da Francesco Ferri.
È un ragazzo quattordicenne che ne combina sempre una. Si trasferisce a casa del nuovo patrigno miliardario Donald Davenport, dove scopre, nel laboratorio, tre ragazzi adolescenti bionici, che diventeranno i suoi fratellastri e migliori amici. A scuola non ha molti amici ed è preso di mira dai bulli. Nella terza stagione, in seguito a un incidente causato da S-3, la malvagia ragazza bionica al servizio di Victor, perde il braccio sinistro che Douglas gli sostituisce con uno bionico in grado di lanciare sfere al plasma.
- Adam Davenport, interpretato da Spencer Boldman, doppiato in italiano da Andrea Oldani.
Ha 18 anni ed è il bionico più grande del laboratorio. Possiede una super forza, la capacità di respirare sott’acqua e la vista termica. È anche il meno intelligente dei fratelli, che lo porta ad essere spesso preso in giro. È il fratello di Chase, Bree e Leo. Nella quarta stagione entrerà a far parte dell’Accademia bionica come insegnante.
- Bree Davenport, interpretata da Kelli Berglund, doppiata in italiano da Francesca Tretto.
Ha 17 anni ed è l'unica ragazza bionica del laboratorio. Possiede super velocità e super agilità. È una ragazza molto esuberante e che sa sdrammatizzare ogni situazione rapidamente. Vuole avere tante amiche. È la sorella di Adam, Chase e Leo. Nella quarta stagione entrerà a far parte dell’Accademia bionica come insegnante.
- Chase Davenport, interpretato da Billy Unger, doppiato in italiano da Alex Polidori.
Ha 16 anni ed è il bionico più giovane del laboratorio. È il leader del gruppo, possiede super-intelligenza e sensi amplificati. Viene preso spesso di mira da Adam per la sua statura. Se viene provocato, può trasformarsi in Spike, un bruto, fortissimo e senza paura. Non ha molti amici a scuola e molti lo definiscono “noioso”. È il fratello di Adam, Bree e Leo. Nella quarta stagione entrerà a far parte dell’Accademia bionica come insegnante.
- Donald Davenport, interpretato da Hal Sparks, doppiato in italiano da Claudio Moneta.
È il patrigno di Leo e marito di Tasha, un inventore multimiliardario, ma ha un carattere molto egocentrico e un comportamento talvolta infantile. È inoltre il co-fondatore delle Davenport Industries e addestratore di Adam, Bree e Chase. È il fratello di Douglas, ma i due non vanno molto d’accordo. È anche il fondatore dell’Accademia bionica.

### Secondari
- Tasha Davenport, interpretata da Angel Parker, doppiata in italiano da Maddalena Vadacca. È la mamma di Leo, nonché moglie di Donald. È una giornalista. All’inizio non accetta i ragazzi bionici ed è molto protettiva nei confronti del figlio.
- Douglas Davenport, interpretato da Jeremy Kent Jackson, doppiato in italiano da Gianluca Iacono. È il fratello di Donald, co-fondatore insieme a lui della Davenport Industries. Donald lo aveva fatto cacciare perché voleva creare soldati bionici da utilizzare come armi, e questi per non farsi trovare si finge morto. In realtà è il padre biologico di Adam, Bree e Chase ma dopo diverse sconfitte, soprattutto quando Victor Krane vuole distruggere, passerà dalla loro parte ottenendo il loro perdono e quello di Donald diventando uno zio.
- Marcus Davenport, interpretato da Mateus Ward, doppiato in italiano da Federico Viola. È il nemico dei ragazzi. Come Adam, Bree e Chase ha poteri bionici con la differenza che egli è un androide. Viene distrutto dai ragazzi per poi ricomparire nella quarta stagione.
- Theresa "Terry" Cherry Perry, interpretata da Maile Flanagan, doppiata in italiano da Patrizia Salmoiraghi. È la preside molto autoritaria della scuola Mission Creek High School. È amante dei gatti, è dotata di forza incredibile e ha una grande paura di sua madre. Detesta i ragazzi e fa di tutto per intimidirli, ma anche se non lo ammette è molto affezionata alla famiglia Davenport. Nella quarta stagione, quando i ragazzi hanno terminato la scuola, si licenzia come preside e diventa il capo della sicurezza dell’Accademia, in più si innamora, non ricambiata, di Douglas.
- Eddy, doppiato in originale da Will Forte, in italiano da Daniele Demma. È il sistema computerizzato ideato da Donald. Ha la capacità di auto-generarsi. Detesta Tasha e i ragazzi.
- Janelle, interpretata da Madison Pettis, doppiata in italiano da Valentina Londino. È la ragazza per cui Leo ha una cotta. Man mano I due si avvicineranno, tuttavia lei specifica che non stanno insieme. Nonostante a causa sua rischi più volte di farsi male lei e Leo restano amici.
- Victor Krane, interpretato da Graham Shiels, doppiato in italiano da Dario Oppido. È un miliardario bionico che vuole distruggere le Davenport Industries. Ha poteri bionici che gli sono stati dati da Douglas Davenport, inizialmente suo socio. Crea un esercito di soldati bionici per distruggere le Davenport Industries, ma invano perché verrà sconfitto dal team bionico.
- Kaitylin, interpretata da Michaela Carrozzo, doppiata in italiano da Loretta Di Pisa. È una ragazza svitata e amica di Bree. È molto competitiva. Nella quarta stagione Bree confessa che non le stava poi cosi simpatica, così decide di darle un’altra occasione.
- Trent, interpretato da Eddie Perino, doppiato in italiano da Claudio Ridolfo. È un bullo e capitano della squadra di football della scuola. La sua vittima principale è Leo. Quando tutti pensano che stia per andarsene perché diplomato, la Perry lo assume come insegnante di ginnastica.
- Rose, interpretata da Telma Hopkins. È la madre di Tasha e nonna di Leo. È una donna molto ipocrita e critica nei confronti di sua figlia e di suo genero, amorevole nei confronti di Leo, ma detesta Janelle. Rose non era a conoscenza del fatto che Adam, Bree, Chase erano bionici fino a quando in "Che cosa hai postato?" il loro segreto viene rivelato inoltre apprende che Leo ha un braccio bionico in "Buon Natale".
- S-3 (Taylor), interpretata da Ashley Argota. È un soldato bionico del malvagio Victor Krane.
- S-3 (Sebastian), interpretato da Cole Ewing, doppiato in italiano da Jacopo Calatroni. È un soldato bionico del malvagio Victor Krane. Inizialmente è in competizione con Chase. Finge di essere il suo migliore amico, ma in realtà lo ha solo usato per avere nuovi poteri. È il capo della ribellione all’Accademia, ma viene portato via in seguito al suo fallimento.
- Spin, interpretato da Max Charles. È uno studente dell’Accademia bionica. È il più piccolo del gruppo e inizialmente è l’avversario di Leo.
- Bob, interpretato da Bradon Salgado-Telis. È uno studente dell’Accademia bionica. Ama mangiare ed è molto simile ad Adam, di cui è anche migliore amico.

## Episodi speciali

### Crossover
Il 22 luglio 2015 è andato in onda negli Stati Uniti il crossover, dalla durata di un'ora, con la serie Mighty Med - Pronto soccorso eroi, sempre in onda su Disney XD, dal titolo Lab Rats vs. Mighty Med. In Italia, invece, lo stesso episodio è andato in onda il 19 dicembre dello stesso anno.

## Critica
Il critico televisivo di varietà Brian Lowry ha bocciato la prima ora della serie per non essere riuscita a "mostrare elementi di base di coerenza" e per aver presentato "troppi errori di logica".

## Spin-off
Il 2 marzo 2016 è iniziata la trasmissione della serie Lab Rats: Elite Force.
La serie ha come protagonisti Billy Unger e Kelli Berglund da Lab Rats e Bradley Steven Perry, Jake Short e Paris Berelc da Mighty Med. La serie è ambientata nel mondo di Lab Rats, dopo che l'ospedale Mighty Med è stato distrutto da una banda di super cattivi sconosciuti.
Il telefilm è stato cancellato dopo una sola stagione, lasciando la serie con un cliffhanger.